# Verolavecchia
Verolavecchia (Erölaecia in dialetto bresciano) è un comune italiano di 3 865 abitanti della provincia di Brescia in Lombardia.
L'attuale territorio è il risultato dell'unione dei territori comunali del precedente comune di Verolavecchia e di Monticelli d'Oglio, avvenuto nel 1842.
Fa parte dei comuni del Parco dell'Oglio Nord.

## Geografia fisica
Situato nella Bassa Bresciana, è attraversato dal fiume Strone e dal fiume Oglio, quest'ultimo lo divide dalla provincia di Cremona.

## Storia
Si pensa che il territorio di Verolavecchia fosse abitato già dai tempi della preistoria. Dall'epoca romana sono state ritrovate tre lapidi, una a Verolavecchia e due a Scorzarolo, ora poste nel museo romano di Brescia. Inoltre, nella frazione di Villanuova nel 1864 venne portata alla luce una necropoli romana, anch'essa situata all'interno del Museo di Santa Giulia.
Verolavecchia, borgata umile e poco conosciuta (attualmente non arriva a 4 000 abitanti) non vanta certo una storia di eventi eclatanti.
La sua natura geografica la rende abbastanza isolata. Chiusa tra Quinzano e Monticelli a sud ovest, Scorzarolo e Verolanuova a nord est, non trovandosi su importanti vie di passaggio ha avuto lunghi periodi di pace. Infatti, il suo territorio non è mai citato per battaglie e non è mai stato trascinato in saccheggi o stragi. Lo stesso Comune di Brescia pare non abbia avuto interessi da queste parti.
Tuttavia, nell'attuale territorio comunale di Verolavecchia durante il Medioevo si trovava l'allora autonoma Monticelli de Griffi (oggi Monticelli d'Oglio), di proprietà prima, appunto, dei nobili Griffi e, dal 1411, dei Provaglio. Il centro abitato aveva una grande importanza strategica grazie alla presenza di un Castello di proprietà dei Martinengo, fortificato per contrastare la vicina Monasterolo e coinvolto nella maggior parte dei conflitti che interessarono i territori compresi tra Quinzano e Pontevico, tanto che il 7 luglio 1308 ospitò un importante accordo di pace tra le città di Brescia e Cremona. Grazie alla presenza del fiume Oglio, era inoltre presente un importante porto che consentiva di attraversare il fiume lungo la frontiera prima tra Brescia e Cremona e poi tra il Ducato di Milano e la Repubblica di Venezia.
Anche a Verolavecchia si trovava un castello fortificato del quale è ancora visibile la torre gotica. Nel Quattrocento durante le guerre tra Milano e Venezia, passarono da Verolavecchia bande armate che ne conquistarono il castello. Di seguito il borgo di Verolavecchia entrò a far parte dei domini di Venezia fino alla fine del XVIII secolo, quando arrivò l'esercito dei francesi, guidato da Napoleone. In questi tempi di rivoluzione e di guerre per l'Italia, la comunità di Verolavecchia costruiva la Chiesa Parrocchiale (settembre 1647).
Al crollo dell'Impero di Napoleone, tornarono in Italia gli Austriaci che nel 1814 occuparono queste terre. Il comune di Monticelli (730 abitanti) venne aggregato a Verolavecchia. Il comune nel 1856 contava 2 900 abitanti (260 Scorzarolo e 800 Monticelli). Nel 1860, con l'unità d'Italia, Verolavecchia diventò comune libero e indipendente. Nel 1871 una grande siccità colpì le campagne di Verolavecchia e seguì un vero periodo di carestia, accompagnato da una nuova epidemia: la pellagra (la popolazione si cibava esclusivamente di farinacei); ne furono colpite circa 600 persone.
Nel 1907 Verolavecchia inaugurava il suo nuovo campanile affiancato alla parrocchiale. Nel 1928 Verolavecchia perse la propria autonomia comunale poiché venne unificata, per legge voluta dal fascismo, a Verolanuova. Solo dopo i difficili anni del secondo conflitto mondiale, il paese riconquistò la sua autonomia (6 marzo 1948).
Fra le figure legate a Verolavecchia ci sono Luigi Contratti, eroe delle Dieci giornate di Brescia, e Giuditta Alghisi Montini (madre di san Paolo VI); lo stesso Paolo VI è cittadino onorario della comunità di Verolavecchia nella quale ha trascorso parte della sua vita.

### Simboli
Lo stemma e il gonfalone sono stati concessi con D.P.R. del 1º dicembre 1952.
legate in fascio, sormontate dalla scritta in nero vetus 
virescit; col capo d'azzurro, alla croce d'argento. Ornamenti esteriori da Comune.»
Il gonfalone è un drappo partito di azzurro e di bianco.

## Monumenti e luoghi d'interesse

### Architetture religiose

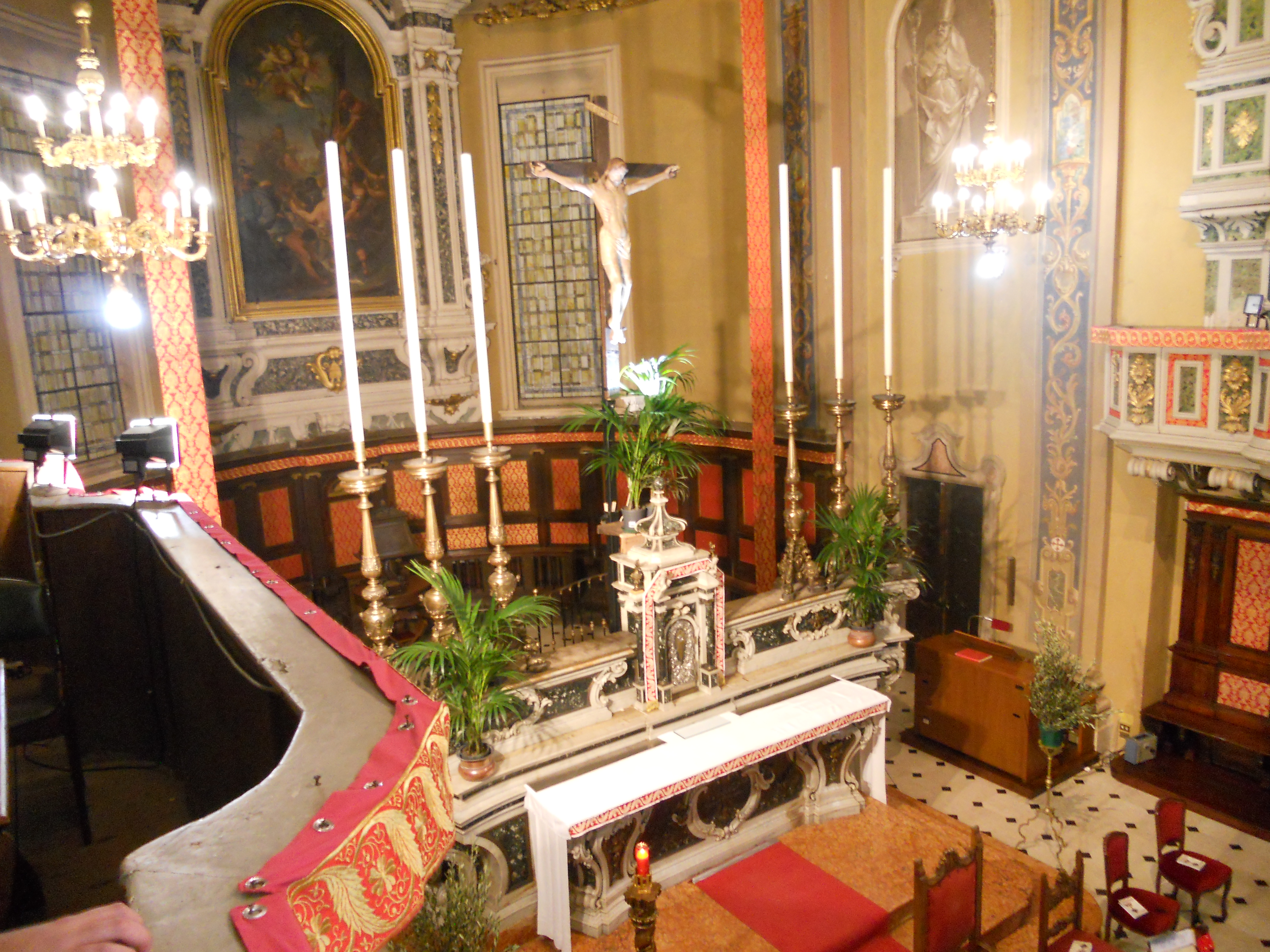
Presbiterio della parrocchiale dei Santi Pietro e Paolo con il crocifisso cinquecentesco.

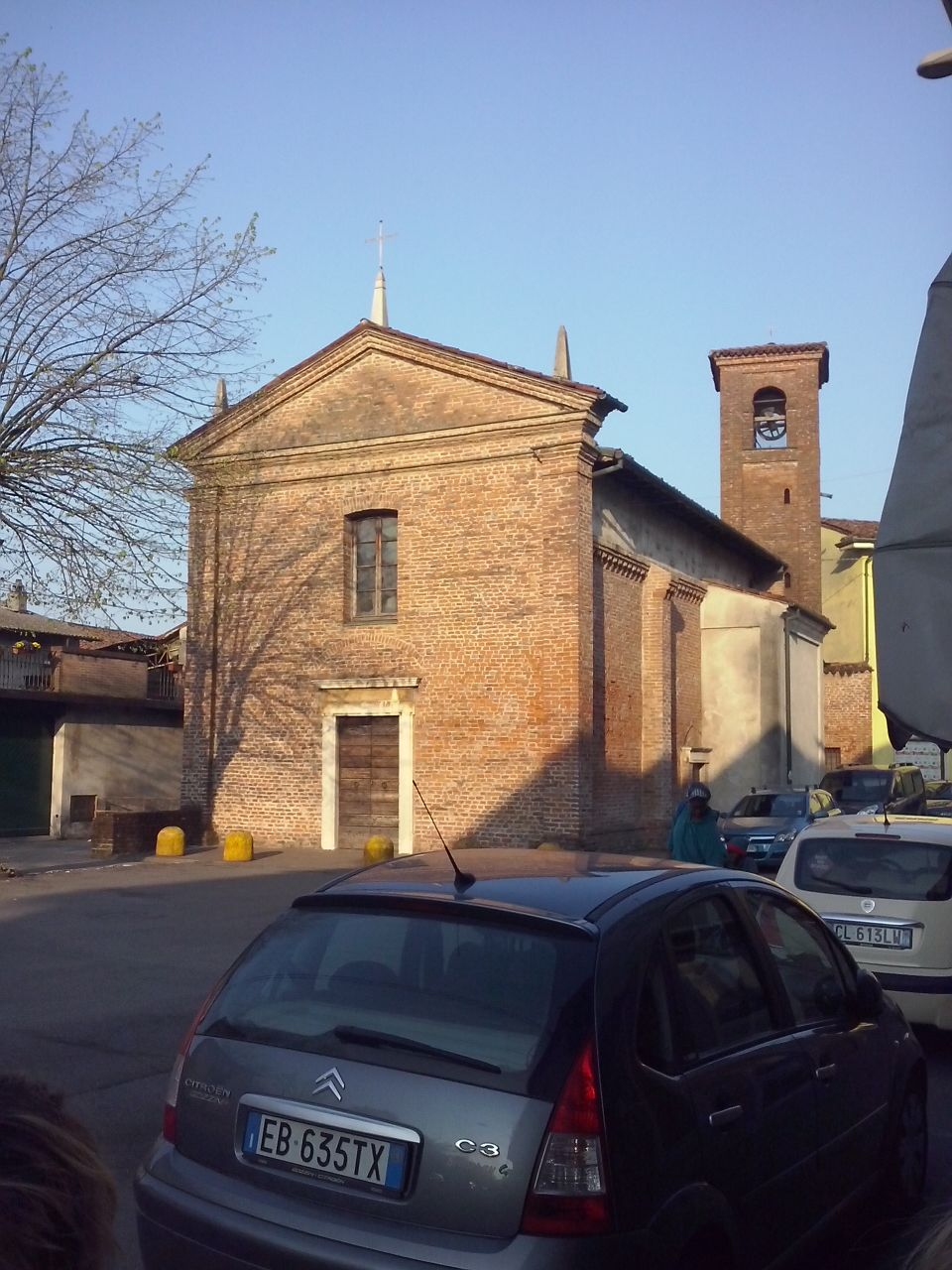
Facciata della chiesa di San Rocco.

#### Chiesa parrocchiale dei Santi Pietro e Paolo
La chiesa che, nella versione attuale, venne costruita nella seconda metà del Settecento su progetto di Domenico Prandini, presenta un'elegante facciata (restaurata nel 2016) opera di Benedetto Carboni. L'interno, ad aula unica con tre cappelle per lato, è stato decorato da alcuni dei più importanti pittori del Settecento bresciano come Sante Cattaneo e Francesco Savanni. Nel presbiterio è conservato un pregevole crocifisso cinquecentesco.

#### Chiesa di San Rocco
La pestilenza del 1512-13 portò grande danno al territorio bresciano. La chiesa di San Rocco di Verolavecchia fu costruita in seguito ad un voto di tutta la popolazione ufficialmente stabilita con un atto del 15 marzo 1514. Fin dal 1512 era iniziata la fabbrica o doveva sorgere una santellina nel luogo, dove ora c'è la chiesa. Tra il 1512 e il 1514 le donazioni fioccarono numerose come le morti dei devoti verolesi e così la chiesa venne terminata e ancora oggi manifesta l'impronta di quegli anni. Inizialmente fu affidata alla scuola del Corpus Domini, in seguito passò alla confraternita di S. Rocco.
La chiesa si articola in una navata di tre campate, divise un tempo, da archi traversi e coperte da un semplice tetto a capanna con travetti in legno a tavelle in cotto e in un presbiterio pentagonale. Sull'esterno una zoccolatura di 80 cm segnava l'innalzamento del suolo circostante e del pavimento della chiesa, ora ridotta; lungo l'imposta del tetto, correva una fascia in mattoni disposti ad archetti pensili. La visita di S. Carlo Borromeo del 1580 annota che la chiesa era affidata alla scuola del Corpus Domini, e registra la presenza di un solo altare e la mancanza della sacrestia. Nel seicento fu sopraelevata di circa un metro, fatto testimoniato da una cornice ad archetti in mattoni posta sotto la linea gronda. Il vescovo Giorni nel 1599 ordinava che si completasse la costruzione del coro; verso la metà del Seicento veniva aggiunta la cappella sul lato settentrionale, con un altare intitolato a Sant'Antonio da Padova. Furono eseguiti anche importanti restauri anche nel 1865 e nel 1980. La chiesa conserva una pala che rappresenta una Madonna con un bambino, l'Angelo custode, i santi Antonio da Padova, Luigi IX e Bernardino da Siena attribuita a Francesco Maffei. Si conserva pure la pala dell'altar maggiore con il bambino tra i santi Rocco, Sebastiano, Antonio Abate, Pietro, Nicola e Giovanni Battista.

### Architetture civili

#### Torre civica
In via XX Settembre si trova una casa-torre con un balconcino. Al termine della via uno stretto passaggio con volta a botte immette in un largo spazio al centro del quale si erge la Torre civica. L'andamento arcuato del fronte delle abitazioni ci fa capire che quello doveva essere il perimetro esterno del vecchio castello e lo stretto passaggio la porta del villaggio. La torre presenta una struttura in mattoni con un'apertura ad arco acuto e una serie di finestre nella parte terminale. Venne utilizzata come campanile fino al 1907 ed era dotata di un orologio del quale sono rimaste solo le lancette. Sopra una piccola porta si trova un sole con al centro le lettere IHS che è il segno di una devozione a S. Bernardino da Siena che predicò, appunto, la devozione al Santo nome di Gesù.

#### Villa Alghisi
In via Nazario Sauro si trova l'ottocentesca villa del Dosso, cioè la residenza Villa Alghisi dove il notaio Giovanni Battista nel 1868 sposò Orsola Rovetta e nel 1874 nacque Giuditta, la futura madre di Giovanni Battista Montini, diventato papa con il nome di Paolo VI. Giuditta, nel febbraio del 1893 conobbe l'avvocato Giorgio Montini di Concesio e dal loro amore nacquero tre figli: Lodovico, Giovanni Battista e Francesco. Giovanni Battista terminati gli studi fu ordinato sacerdote e nel 1954 fu nominato Arcivescovo di Milano. Nel 1963 venne eletto pontefice con il nome di Paolo VI. Morì il 6 agosto 1978. È stato proclamato santo il 14 ottobre 2018 da Papa Francesco.

## Società

### Evoluzione demografica
Abitanti censiti

### Lingue e dialetti
Nel territorio di Verolavecchia, accanto all'italiano, è parlata la lingua lombarda prevalentemente nella sua variante di dialetto bresciano.

## Cultura

### Cucina e prodotti tipici della zona
La bertolina (in dialetto bresciano la bertùlinà) è un tipico piatto bresciano. È un piatto di riciclo, infatti si cucina con l'avanzo della minestra (solamente la pasta) e l'aggiunta di un uovo, farina, sale e un goccino di latte. Può essere servito anche come dolce mettendovi sopra dello zucchero.
La frittata a Verolavecchia viene principalmente fatta con i loertis (luppolo selvatico), che si possono raccogliere lungo le rive del fiume Strone in primavera. Queste cimette devono essere sbollentate prima di poter essere adoperate per le differenti preparazione, che oltre la frittata comprendono anche il risotto oppure semplicemente fritti.
La polenta è senz'altro un altro alimento fondamentale della cucina ed alimentazione verolavecchiese. Grazie alle testimonianze di alcune signore, possiamo venire a conoscenza del fatto che negli anni bui della seconda guerra mondiale, la polenta veniva consumata in ogni modo possibile, ad esempio dopo esser stata cotta nei giorni precedenti essa veniva "appallottolata" e scaldata nelle braci, magari farcita con dello strutto o pomodoro, sempre che essi fossero disponibili. Ai giorni nostri la polenta è l'accompagnatore classico dei piatti domenicali, immancabile con lo spiedo bresciano.
Sempre risalendo ad informazioni degli anni passati possiamo comprendere come gli animali da cortile o altri animali, rappresentavano il sostentamento per molte famiglie di Verolavecchia. Il maiale era il simbolo dell'utilizzo di ogni parte dell'animale. Oltre alle carni più pregiate si consumavano, e si consumano tutt'oggi, parti come la coda, il piede, il musetto e con il grasso si creano delle sfiziosità che prendono in dialetto il nome di "grepole", ossia i ciccioli.

## Geografia antropica

### Frazioni
Due sono le frazioni riconosciute all'interno del territorio comunale:
- Monticelli d'Oglio
- Villanuova

#### Località
- Scorzarolo
- Malghe rosse

## Amministrazione
| Periodo        | Periodo        | Primo cittadino | Partito                       | Carica  | Note |
| -------------- | -------------- | --------------- | ----------------------------- | ------- | ---- |
| 24 aprile 1995 | 14 giugno 2004 | Ernesto Cò      | lista civica di centro-destra | Sindaco |      |
| 14 giugno 2004 | 26 maggio 2014 | Sergio Zanetti  | lista civica di centro-destra | Sindaco |      |
| 26 maggio 2014 | 10 giugno 2024 | Laura Alghisi   | lista civica di sinistra      | Sindaco |      |
| 10 giugno 2024 | in carica      | Maura Gualdi    | Lista civica di centro-destra | Sindaco |      |